# Phase-change Random Access Memory
Phase-change Random Access Memory (PCRAM, PRAM oder kurz PCM; in einer speziellen Ausführung auch Ovonics Unified Memory, OUM oder chalcogenide RAM, C-RAM) ist ein neuartiger nicht flüchtiger Speicher in der Elektronik (Stand 2009).
Das Wirkprinzip des Speichers ist die Änderung des elektrischen Widerstandes des Speichermaterials in Abhängigkeit davon, ob es in amorpher (hoher Widerstand / RESET state) oder in kristalliner (niedriger Widerstand / SET state) Phase vorliegt. Das benutzte Material ist dabei eine Chalkogenid-Legierung (Chalkogen-Verbindung) – ähnlich dem Material, das ebenfalls unter Ausnutzung von Phasenwechsel bei einer CD-RW bzw. DVD-RAM für die Datenspeicherung sorgt. Die dabei genutzten Materialkombinationen bestehen z. B. aus Germanium, Antimon und Tellur (häufig Legierungen aus den beiden Verbindungen GeTe und Sb2Te3).

## Aufbau und Funktion

Schematischer Querschnitt durch eine PCRAM-Zelle

Der prinzipielle Aufbau einer PCRAM-Speicherzelle ähnelt zunächst einem DRAM: sie besteht aus einem Auswahltransistor und dem resistiven Phase-Wechsel-Element, in dem die Informationsspeicherung stattfindet. Eine Vielzahl von Speicherzellen sind – wie beim DRAM – in einer Matrix angeordnet.
Das resistive Speicherelement besteht aus einer metallischen Top-Elektrode, einer metallischen Bottom-Elektrode und dazwischen dem Phasenwechselmaterial.
Der Wechsel in den ungesetzten Grundzustand („RESET state“) erfolgt durch eine Amorphisierung eines Teils des Phasenwechselmaterials. Dazu wird das Material durch einen Strompuls höherer Stromstärke (mehrere hundert Mikroampere) geringerer Dauer (z. B. 50 Nanosekunden) aufgeheizt. Nach dem Ende des Pulses wird sich das Material sehr schnell abkühlen – so schnell, dass es im amorphen Zustand verbleibt und nicht kristallisiert. Um diesen Strompuls effektiv zu generieren, kann eine Nichtlinearität in der Strom-Spannungs-Kurve von amorphen Chalkogeniden genutzt werden: an sich ist dieser Zustand durch einen hohen Widerstand geprägt. Übersteigt die angelegte Spannung jedoch eine Schwellspannung, so wird das Material wieder gut leitend (engl.: dynamic on state).
Der Wechsel zurück in den kristallinen gesetzten Zustand („SET state“) wird durch einen längeren Strompuls (z. B. 100 Nanosekunden) geringerer Stromstärke (mehrere zehn bis wenige hundert Mikroampere) bewirkt. Dadurch wird das amorphe Material über die Kristallisationstemperatur (siehe Glas) erhitzt und so lange auf dieser Temperatur gehalten, bis Keimbildung einsetzt und Kristallisation stattfindet.
Zum Auslesen der Information wird über dem resistiven Element eine Spannung angelegt, die eine so geringe Stromstärke bewirkt, dass die Temperatur im Material nicht die für einen Phasenwechsel notwendige Höhe erreicht. Je nach Zustand fließt dabei ein anderer Strom, was zum Auslesen genutzt wird.

## Geschichte
Schon in den 1920er Jahren wurde die Änderung der elektrischen Leitfähigkeit durch eine Strukturänderung an einem Chalkogenid (MoS2) entdeckt. In den 1950er Jahren erforschte man die halbleitenden Eigenschaften kristalliner und amorpher Chalkogenide. Reversibel phasenwechselnde Materialien wurden mit ihren elektrischen und dann auch optischen Eigenschaften in den 1960er Jahren untersucht. Damals wurde auch bereits die Konstruktion eines nichtvolatilen Speichers für Elektronikanwendungen auf der Basis dieses Prinzips vorgeschlagen.
Dann wurde die Phase-Change-Technik jedoch zunächst in Bezug auf ihre optische Anwendung weiterentwickelt und kommerziell nutzbar gemacht: für wiederbeschreibbare CDs (erstes Produkt 1990, Matsushita) und DVDs. Erst als im Zuge dieser Entwicklungen Materialien entdeckt wurden, die bezüglich Schreibzeiten und -strömen in interessante Regionen kamen, bekam auch die Phase-Change-RAM-Entwicklung Fahrt.
Anfang 2006 stellt Samsung als Speicherchip-Weltmarktführer einen 256-Mibit-Prototyp und Mitte 2006 einen 512-Mibit-Prototyp als Ersatz für Flash-Chips vor. Die Serienfertigung hat im September 2009 begonnen.
Auf dem Intel Developer Forum 2007 in Peking kündigte Intel noch für die zweite Hälfte des Jahres 2007 ein eigenes PRAM unter dem Codenamen Alderstone an, der mit sogenannter „ovonischer“ Technik – abgeleitet vom Entdecker von Phasenumwandlungsmaterialien Stanford Ovshinsky – arbeitet. Die ersten versprochenen Chips haben mit 128 Mibit allerdings deutlich kleinere Kapazitäten als NOR- und NAND-Bausteine.
IBM gab im Juni 2011 an, dass sie stabiles, verlässliches, Hochleistungs-Multi-Bit-PCRAM hergestellt haben.
2016 stellte IBM ein Verfahren vor, das PCM-Zellen mit 3 Bit Speicherfähigkeit ermöglicht.

## Anwendungsmöglichkeiten
Die Widerstandsänderung zwischen beiden Phasen umfasst etwa vier Größenordnungen, das erlaubt hohe Abtastunterschiede (engl. sensing margins). Da der Phasenwechsel sehr schnell und (mehr oder weniger) beliebig wiederholbar ist, eignet sich das Speicherprinzip für einen Random Access Memory, das heißt als möglicher Ersatz für DRAM und SRAM, und im Besonderen, da es zudem nichtvolatil ist, beide Phasen (amorph und kristallin) sind stabil, auch als Alternative zu Flash-Speicher. Da das Speicherelement bezüglich des vertikalen Aufbaus im Bereich der Metallisierungsebenen (dem sogenannten Back-end of Line, BEOL) platziert wird und die Materialien und Prozesse weitgehend in eine CMOS-Fertigung integrierbar sind, eignet sich der Phase-Change-Speicher nicht nur für die Fertigung von Speicherbausteinen, sondern auch für eingebetteten Speicher (engl.: embedded memory), der auf demselben Siliziumstück realisiert wird, wie die Logische Schaltung, die den Baustein hauptsächlich ausmacht.
Derzeit (2009) befinden sich bei einigen Halbleiterunternehmen Teststrukturen und Prototypen für Speicherbausteine in der Entwicklung. Samsung hat die Massenproduktion im September 2009 begonnen und liefert seit April 2010 den Speicher als 512-MiBit-Die – integriert in ein nicht näher bezeichnetes Multichippackage für Mobilgeräte – als PRAM aus. Auch die Micron-Tochterfirma Numonyx vertreibt PCRAM seit April 2010 unter dem Namen „Phase-Change Memory“ (PCM). Die Chips werden paarweise mit einer Größe von je 128 MBit verkauft.

## Entwicklungsstand
Im Vergleich zu anderen nichtflüchtigen Speichern im Entwicklungsstadium zeigt PCRAM ähnliche Erwartungswerte in Bezug auf Performance, Langzeithaltbarkeit und Skalierbarkeit.
Das größte Problem dieses Speicherprinzips ist die zum Schreiben benötigte Stromstärke: Um konkurrenzfähig zu sein, sind hohe Speicherkapazität bei gleichzeitig geringen Abmessungen unabdingbar, was bei PCRAM und vergleichbaren Techniken eine hohe Packungsdichte der Schaltungselemente und damit auch eine starke Miniaturisierung notwendig macht. Die bei PCRAM verwendeten MIS-Transistoren haben deshalb eine Kanallänge von weniger als hundert Nanometer, wodurch die maximal mögliche Stromstärke auf wenige hundert Mikroampere sinkt.
Aus diesem Grund wird auf verschiedenen Wegen an der Reduktion des beim Schreiben benötigten elektrischen Stroms gearbeitet:
- Phasenwechselmaterial und dessen Dotierung: Durch die genaue Zusammensetzung des Materials und durch Einbringung von Fremdstoffen – z. B. Stickstoff oder Zinn – kann der elektrische Widerstand des Materials erhöht werden.
- Größe und Form der Bottom-Elektrode: Nur Material in der direkten Nachbarschaft der Bottom-Elektrode wird phasengewechselt; daher determiniert die Bottom-Elektrode die Menge des phasenwechselnden Materials und damit den zur Erhitzung notwendigen Strom. Zum einen werden Elektroden publiziert, die das Material nur punktuell seitlich berühren, um möglichst wenig aufzuschmelzendes Material zu haben. Zum anderen wird das Phasenwechselmaterial in sogenannten sub-resolution-vias abgeschieden (Öffnungen in der Isolationsschicht, die so klein sind, dass sie durch die fotolithografische Auflösung nicht mehr definiert werden können, sondern z. B. durch Reflow- oder Etch-back-Techniken weiter verkleinert werden müssen).
- Thermische Isolation des Speicherelements: Ist das Material von dicken Metallelektroden und thermisch schlecht isolierendem Material umgeben, so fließt ein Teil der zur Aufschmelzung des Materials erzeugten Wärmeenergie ab, ohne die gewünschte Wirkung zu entfalten.
- Verwendung von Bipolartransistoren: Wenige Unternehmen weichen dem Problem aus, indem sie diese leistungsfähigere Transistortechnik für den Auswahltransistor verwenden. Für die meisten Phase-Change-Memory-Anwendungen wäre das jedoch aufgrund der erheblichen Mehrkosten uninteressant.

Ansätze zur Multi-Level-Speicherung wurden bereits vorgeschlagen:
- Variation des Umwandlungsvolumens mittels Variation der Programmierpulse: Verschieden hohe Programmierstromstärken setzen je nach Puls mehr oder weniger Material der Phasenumwandlung aus. Dadurch lassen sich mehr als zwei voneinander unterscheidbare Widerstandszustände festhalten – wenngleich die Temperaturabhängigkeit des Widerstandes die sensing margin dann deutlich verengt.
- Kristallgitterabhängiger Widerstand: Je nach der Dotierung des Materials, kann es auch in verschiedenen kristallinen Strukturen (hexagonal und kubisch flächenzentriert) – je nach Temperatur in der Kristallisationsphase – vorliegen. Die beiden Kristallgitter sind wiederum über ihren elektrischen Widerstand unterschieden – allerdings nur noch um eine Größenordnung.